# Argyll's Lodging

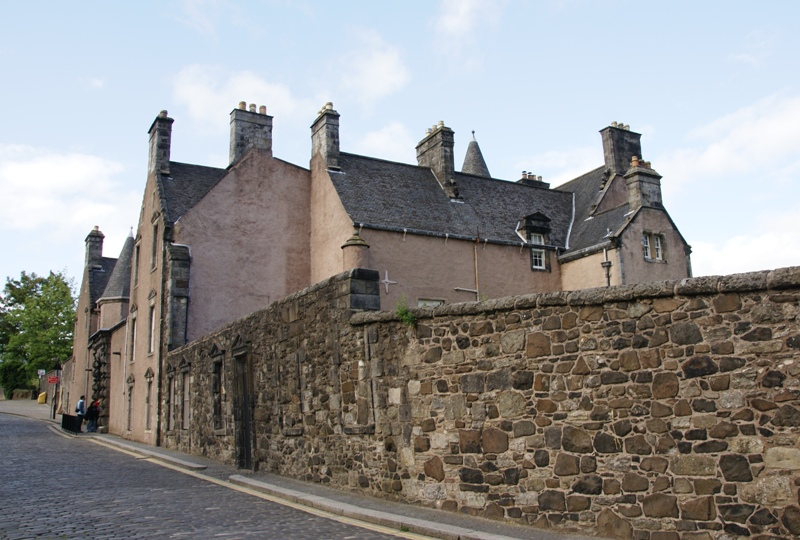
Argyll's Lodging aan Castle Wynd in Stirling

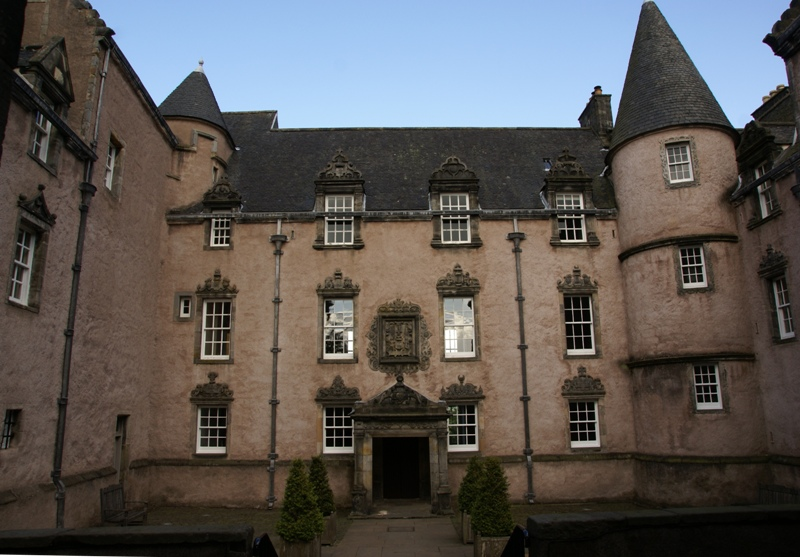
Façade van de oostvleugel

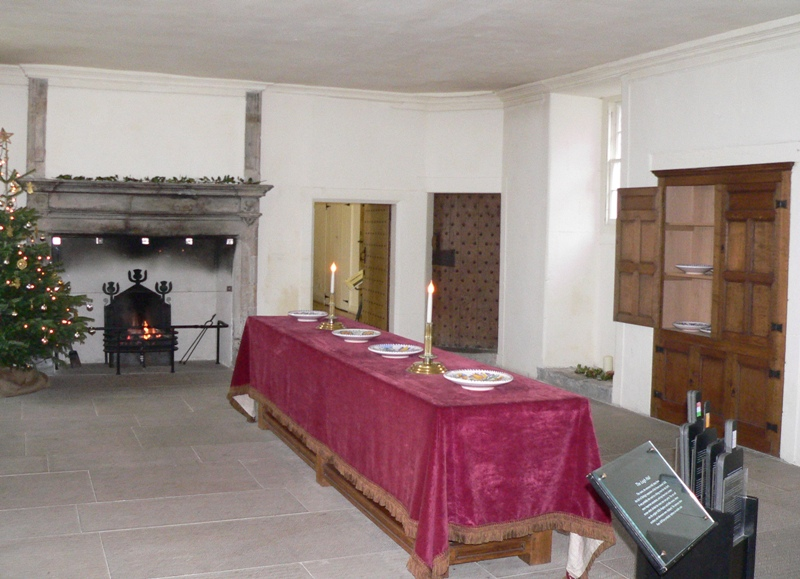
Laigh Hall

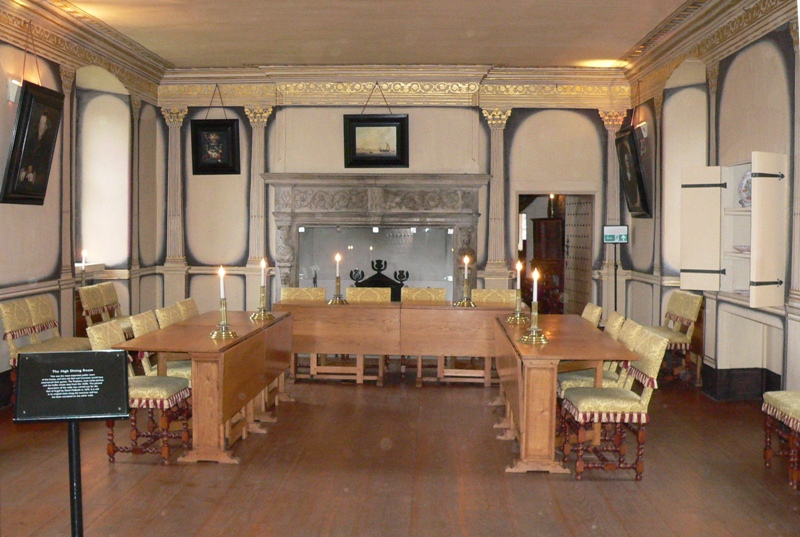
High Dining Room

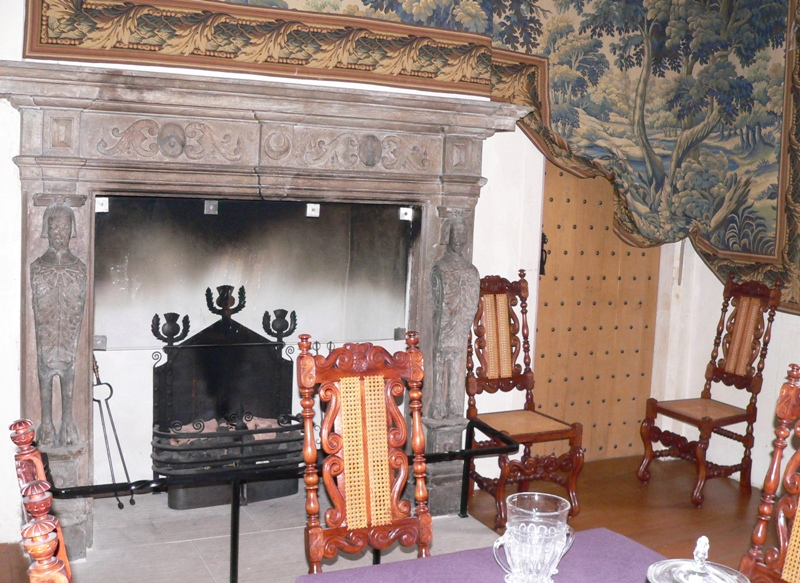
Drawing Room.

Argyll's Lodging is een zeventiende-eeuws huis in renaissance-stijl in Stirling (Schotland) nabij Stirling Castle. Het werd bewoond door de graaf van Stirling en later door de graven van Argyll. Het huis is aan het eind van de twintigste eeuw ingericht als museum.

## Geschiedenis

### Traill en Erskine
Het is niet helemaal zeker wie het eerste huis bouwde dat uiteindelijk bekend werd als Argyll's Lodging, gelegen aan Castle Wynd, de straat die leidt naar Stirling Castle. Vermoedelijk werd het huis gebouwd door de rijke koopman John Traill. Het huis had twee verdiepingen met een hal op de eerste verdieping en een keuken op de begane grond. In 1559 verkocht hij het huis aan Adam Erskine, de commendator (lekenadministrateur) van Cambuskenneth Abbey. Erskine verbouwde het huis tot een torenhuis van vier verdiepingen met een kleine zuidvleugel en een westelijke vleugel waarin de keuken werd ondergebracht. In 1604 verkocht Adam Erskine het huis aan een verwant.

### Sir William Alexander
In 1629 kocht Sir William Alexander, wiens familie verwant was aan de Campbells van Argyll, het huis aan Castle Wynd van de familie Erskine. Het huis grensde aan het eigendom van de Campbells, die al sinds de veertiende eeuw verschillende huizen in Stirling bezaten. Al sinds 1600 had deze familie de gebouwen op de hoek van Broad Street en Castle Wynd in zijn bezit. Sir William kon het huis van de familie Erskine kopen doordat hijzelf verwant was aan de familie Erskine; zijn vrouw was namelijk Janet Erskine.
Sir William was geboren in 1577 in Menstrie dat ten noordoosten van Stirling ligt. Sir William was onder andere dichter en werd docent voor prins Hendrik, die toentertijd kroonprins was. In 1603, toen de kronen van Schotland en Engeland werden samengevoegd, volgde hij zijn koning naar Londen. In 1609 werd hij geridderd. In hetzelfde jaar werd hij Secretaris van Schotland en in 1630 werd hij benoemd tot burggraaf van Stirling (viscount of Stirling).
Sir William liet zijn huis in Stirling opknappen toen hij het vermoeden kreeg dat Karel I van Engeland naar Schotland zou komen voor zijn kroning. Hij verbouwde het huis tot een klein paleis met openbare en privé-suites en een groots versierd exterieur. De koning kwam pas in 1633 naar Stirling, acht jaar na zijn kroning. Sir Alexander werd verheven tot Graaf van Stirling en Burggraaf van Canada. Hij stierf in 1640, vele schulden nalatende. Zijn huis in de stad liet hij na aan zijn vijfde zoon Charles, maar het stadsbestuur claimde het huis in verband met openstaande schulden. Het stadsbestuur wilde het huis inrichten als gasthuis. Deze plannen werden nooit verwezenlijkt en in de jaren zestig van de zeventiende eeuw verkocht het stadsbestuur het huis aan de Graaf van Argyll.

### Campbell, graven van Argyll
Archibald Campbell, negende graaf van Argyll werd geboren in 1629. Hij was een fervent aanhanger van de monarchie. In 1666 kocht hij het huis dat bekend zou worden onder de naam Argyll's Lodging. Hij bouwde het huis uit in de richting van het noorden en het zuiden. Hij bouwde een muur met poort om de binnenplaats af te schermen.
Hij liet tevens binnenshuis schilderingen op de muren aanbrengen.
In 1680 nam de graaf positie in tegen de Test Act, die koning Karel II van Engeland had uitgevaardigd om zich van de loyaliteit van de belangrijke mannen van de staat te verzekeren. Deze wet eiste tevens dat men zich conformeerde aan de religieuze ideeën van de koning. Omdat de graaf deze Test Act verwierp, werd hij tot verrader verklaard in 1681. Hij werd opgesloten in Edinburgh Castle, maar wist te ontsnappen naar Nederland. Zijn landgoederen werden verbeurdverklaard.
De graaf van Argyll had echter als voorzorg een inventaris laten opmaken van zijn eigendommen in zijn huis te Stirling en deze eigendommen toegekend aan zijn vrouw, Lady Anna Mackenzie, dochter van de graaf van Seafield, met wie hij in 1670 was gehuwd. Haar eerste man was de graaf van Balcarres geweest. Dankzij het feit dat haar eerste man trouw aan de koning was geweest, kende de koning haar een pensioen toe en mocht zij haar eigendommen houden.
In februari 1685 overleed Karel II en werd opgevolgd door zijn broer Jacobus II van Engeland. De graaf van Argyll kwam terug naar Schotland en daar leidde een opstand tegen de koning. Tegelijkertijd had er een opstand in Engeland plaats, die geleid werd door de Hertog van Monmouth. In juni werd de graaf van Argyll gevangengenomen bij Renfrew en werd onthoofd.
Het huis bleef nog ongeveer een eeuw in handen van de familie Campbell. In 1746, tijdens de opstand van de Jacobieten, verbleef de Hertog van Cumberland in Argyll's Lodging.

### Militair hospitaal
In 1764 verkocht de vierde hertog van Argyll het huis aan Robert Campbell en James Wright, die het op hun beurt verkochten aan de McGregors van Balhaldie. In deze periode werd de westvleugel van het huis verwijderd. Rond 1800 kocht het leger het huis om het vervolgens in te richten als militair hospitaal. Dit had te maken met ruimtegebrek in Stirling Castle. Tijdens de napoleontische oorlogen was het leger flink uitgebreid, namelijk van 40.000 naar 225.000 man, en het kleine hospitaal in het kasteel zelf was ontoereikend.
Het huis bleef tot 1964 in gebruik als militair hospitaal. In dat jaar werd Stirling Castle afgestoten als militair depot. Argyll's Lodging werd vervolgens een jeugdherberg. In 1996 opende Historic Scotland het huis als museum. Argyll's Lodging werd heringericht gebruikmakende van de inventaris zoals dat door de negende graaf van Argyll was opgesteld.

## Bouw
Argyll's Lodging ligt aan Castle Wynd, de weg naar Stirling Castle. Het huis is gebouwd en ingericht in renaissance-stijl. De plattegrond van het huis vormde origineel een "P". Het bovenste deel van de "P" bestaat uit een drietal vleugels rondom een binnenplaats die aan de westzijde door een muur met poort is afgesloten van de straatkant. Het onderste deel van de "P" was een zuidwestvleugel die eveneens aan de straat grensde; deze vleugel bestaat niet meer.
De noordvleugel heeft op de begane grond de keukens. Op de plaats van de oostelijke helft stond de eerste bebouwing en de vroegste keuken. Op de eerste verdieping bevonden zich privé-kamers. De oostvleugel heeft in het midden van de begane grond de hoofdingang tot het gebouw. Deze ingang leidt naar de Laigh Hall. Op de eerste verdieping van de oostvleugel liggen de High Dining Room (De Grote Eetkamer) en, aan de zuidzijde, de Drawing Room (Salon).
De zuidvleugel had op de begane grond kamers voor het hoofd van de huishouding en voor de oudste zoon. In de zuidoostelijk hoek van deze vleugel bevond zich de lower dining room (lagere eetkamer). De eerste verdieping van de zuidvleugel was ingericht met de slaapkamers van de Heer en Vrouwe van het huis (My Lord and Lady's Bed Chamber) en My Lady's Closet, de privé-salon van de Vrouwe van het huis.

## Beheer
Rond 1800 werd Argyll's Lodging staatseigendom. Sinds de twintigste eeuw wordt Argyll's Lodging beheerd door Historic Scotland.

## Bron
C. Tabraham, Argyll's Lodging & Mar's Wark - Stirling (2002). Historic Scotland. ISBN 1-903570-40-9.